# Gymnomitrion crenulatum
Gymnomitrion crenulatum är en bladmossart som beskrevs av Carl Moritz Gottsche och Benjamin Carrington. Gymnomitrion crenulatum ingår i släktet frostmossor, och familjen Gymnomitriaceae. Inga underarter finns listade i Catalogue of Life.